# كولن هويل
كولن هويل (بالإنجليزية: Colin Hoyle)‏ (15 يناير 1972 بدربي في المملكة المتحدة - ) هو لاعب كرة قدم بريطاني في مركز الدفاع. لعب مع برادفورد سيتي ونادي أرسنال ونادي بارنسلي ونادي بيرتن ألبيون ونادي تشيسترفيلد ونوتس كاونتي ونادي هاليفاكس تاون وIlkeston F.C. ‏ وGresley Rovers F.C. ‏ ونادي مانسفيلد تاون ونونيتون بورو ‏ ونادي ووستر سيتي وإيكستون تاون ‏ ونادي كينغز لين وداغنهام وريدبريدج ونادي بوسطن يونايتد.

## وصلات خارجية
- كولن هويل على موقع قاعدة بيانات كرة القدم.إي يو (الإنجليزية)
- كولن هويل على موقع Soccerbase.com (لاعب) (الإنجليزية)